# Лусія Мендес
Лусія Летисія Мендес Перес (ісп. Lucía Leticia Méndez Peréz; нар. 26 січня 1955, Леон, Гуанахуато) — мексиканська акторка та співачка.

## Житєпис
Народилася 26 січня 1955 року у місті Леон, штат Гуанахуато, в родині Антоніо Мендеса Веласко, інженера-хіміка, та Марти Офелії Перес де Мендес, де були ще троє дітей — сини Карлос Антоніо і Хорхе Абрахам та дочка Марта Міневра. 1972 року виграла конкурс краси El rostro de El Heraldo de México. Того ж року з'явилася в невеликій ролі у серіалі «Італійка збирається заміж». 1975 року зіграла більш важливу роль у теленовелі «Палома». Того ж року знялася разом з Кантінфласом у кінокомедії «Міністр і я». Наступного року зіграла в американському фільмі «Діти Санчеса», де її партнерами стали Ентоні Квінн, Долорес дель Ріо, Кеті Хурадо та Лупіта Феррер. Справжній успіх принесли головні ролі у теленовелах «Вівіана» (1978), «Колоріна» (1980) та «Ванесса» (1982).
Не менш успішною стала роль Ракель Саманьєго у серіалі «Ніхто, крім тебе», за яку вона отримала номінацію на премію TVyNovelas у категорії найкраща акторка. Пісні, виконані нею в цьому серіалі, ввійшли до її альбому «Sólo una mujer», який номінувався на американську Греммі у категорії Найкращий латинський поп альбом 1986 року. Наступним успіхом стала містична теленовела «Дивне повернення Діани Салазар», яка принесла їй ще одну номінацію на TVyNovelas як найкраща акторка. Ще одну номінацію в цій же категорії принесла роль Софії Ернандес у серіалі «Нічиє кохання» (перша мексиканська теленовела, в якій було порушенеон тему ВІЛ/СНІДу). 1992 року зіграла у серіалі «Марієлена» за сюжетом Делії Фіалло, знятому компанією Telemundo, через що посварилася з керівництвом компанії Televisa, з якою мала контракт (примирення відбулося лише 15 років потому).
2003 року акторка отримала американське громадянство.
2008 року зіграла в мексиканській версії серіалу «Відчайдушні домогосподарки», де виконала роль Алісії Арісменді, від особи якої ведеться оповідь (в оригінальній версії Мері-Еліс Янг). Того ж року з'явилася у серіалі «Жінки-вбивці». 2011 року номінувалася на латиноамериканську Греммі у категорії найкращий альбом у жанрі ранчеро за платівку «Canta un homenaje a Juan Gabriel». 2012 року отримала номінацію на премію TVyNovelas за найкращу роль у виконанні заслуженої акторки за роль Лукресії Дюпрі у теленовелі «Надія серця».

## Особисте життя
Мендес двічі була у шлюбі, кожен з яких завершився розлученням:
- 1988—1996 — Педро Торрес, продюсер. У подружжя народився син Педро Антоніо Торрес Мендес.
- 2007—2007 — Артуро Джордан, американський бізнесмен кубинського походження.

## Вибрана фільмографія
| Рік       |   | Українська назва                           | Оригінальна назва                   | Роль                               |
| --------- | - | ------------------------------------------ | ----------------------------------- | ---------------------------------- |
| 1972      | с | Італійка збирається заміж                  | Muchacha italiana viene a casarse   | Ракель                             |
| 1973      | ф | Сільський парубок                          | El hijo del pueblo                  | Кармен                             |
| 1975      | ф | Міністр і я                                | El ministro y yo                    | Барбара                            |
| 1975      | ф | Темніше за ніч                             | Màs negroe que la noche             | Марта                              |
| 1975      | с | Палома                                     | Paloma                              | Бланка Роса Бальєстерос            |
| 1976      | с | Паралельні світи                           | Mundos opuestos                     | Сесілія                            |
| 1978      | с | Вівіана                                    | Viviana                             | Вівіана Лосано                     |
| 1979      | ф | Діти Санчеса                               | Los hijos de Sánchez                | Марта                              |
| 1980      | с | Колоріна                                   | Colorina                            | Колоріна / Фернанда Редес          |
| 1982      | с | Ванесса                                    | Vanessa                             | Ванесса Реєс де Сен-Жермен         |
| 1983      | ф | Заплутані богом лінії долі                 | Los renglones tircidos de Dios      | Еліс Голд / Алісія Естрада         |
| 1985      | с | Ніхто, крім тебе                           | Tú o nadie                          | Ракель Саманьєго Сільва            |
| 1985      | ф | Прокляття 2                                | El malefiicio 2                     | Марсела                            |
| 1988      | с | Дивне повернення Діани Салазар             | El extraño retorno de Diana Salazar | Діана Салазар / Леонор де Сантьяго |
| 1990      | с | Нічиє кохання                              | Amor de nadie                       | Софія Ернандес                     |
| 1992      | с | Марієлена                                  | Marielena                           | Марієлена Муньйос                  |
| 1994      | с | Сеньйора Спокуса                           | Señora tentacion                    | Роса Морено                        |
| 1996      | ф | Конфеті                                    | Confetti                            | Коко                               |
| 1998—1999 | с | Три життя Софії                            | Tres veces Sofía                    | Софія Гутьєрес Ріос                |
| 2000      | с | Жінка з характером, або Удар нижче пояса   | Golpe bajo                          | Сільвана Берналь                   |
| 2007      | с | Кохання без макіяжу                        | Amor sin maquillaje                 | Лупіта Веласкес                    |
| 2008      | с | Жінки-вбивці                               | Mujeres asesinas                    | Кандіда Рубіо                      |
| 2008      | с | Відчайдушні домогосподарки по мексиканські | Amas de casa desesperadas           | Алісія Арісменді                   |
| 2009      | с | Мій гріх                                   | Mi pecado                           | Інес Вальдівія де Рура             |
| 2011      | с | Надія серця                                | Esperanza del corazón               | Лукресія Дюпрі                     |
| 2015      | с | Як то кажуть                               | Como dice el dicho                  | Роберта Вальдес                    |

## Дискографія
- 1975 — Siempre estoy pensando en ti
- 1976 — Frente a Frente
- 1977 — La sonrisa del año
- 1979 — Se feliz
- 1980 — Regálame esta noche — Colorina
- 1982 — Cerca de ti
- 1983 — Enamorada
- 1984 — Sólo una mujer
- 1985 — Te quiero
- 1986 — Castígame
- 1988 — Mis íntimas razones
- 1989 — Lucía es Luna morena
- 1991 — Bésame
- 1993 — Se prohíbe
- 1994 — Señora tentación
- 1998 — Todo o nada
- 1999 — Dulce romance
- 2004 — Vive
- 2009 — Otra vez enamorada… Con un nuevo amanecer
- 2010 — Canta un homenaje a Juan Gabriel
- 2014 — Te vas o te quedas (сингл)
- 2015 — Bailan
- 2017 — En escena en vivo